# Misión imposible: Sentencia mortal - Parte 1
Misión imposible: Sentencia mortal (en inglés: Mission: Impossible – Dead Reckoning)  es una película de espías y acción estadounidense de 2023, protagonizada por Tom Cruise, quien repite su papel de Ethan Hunt, y dirigida por Christopher McQuarrie, quien la coescribió con Erik Jendresen. Es la séptima entrega de la serie de películas Misión imposible, y la tercera película de la serie que es dirigida por McQuarrie, después de Rogue Nation (2015) y Fallout (2018). La película está protagonizada por Tom Cruise, Rebecca Ferguson, Ving Rhames, Simon Pegg, Henry Czerny, Vanessa Kirby y Frederick Schmidt, todos los cuales repiten sus papeles de las películas anteriores, junto con Esai Morales y Pom Klementieff en los roles antagónicos. Hayley Atwell, Shea Whigham, Rob Delaney, Cary Elwes, Charles Parnell, Indira Varma y Mark Gatiss también se unen a la franquicia. Es la primera película de la serie desde Misión: Imposible 2 (2000) que no involucra a J.  J. Abrams en cualquier capacidad y también es la primera película de la serie que no ha sido producida por Bad Robot Productions desde Misión Imposible 3 (2006). Misión imposible: sentencia mortal - Parte 1 se estrenó en la Escalinata de la plaza de España en Roma el 19 de junio de 2023 y en cines en los Estados Unidos el 12 de julio de 2023 por Paramount Pictures. La película recibió elogios de la crítica por sus actuaciones, la dirección de McQuarrie y sus secuencias de acción. Recaudó $567.5 millones de dólares en todo el mundo, pero debido a su costoso presupuesto general y a la dura competencia en taquilla del fenómeno cultural Barbenheimer, así como el sleeper hit Sound of Freedom, fue una decepción de taquilla, con una pérdida estimada de hasta 100 millones de dólares para Paramount.  Una secuela directa, también dirigida por McQuarrie, está programada para ser estrenada el 23 de mayo de 2025.

## Argumento
El Sebastopol, un submarino furtivo ruso de próxima generación, emplea una IA avanzada que se activa mediante una llave cruciforme de dos piezas. De pronto, la IA obtiene conciencia y se vuelve rebelde. Engaña a la tripulación para que ataque un objetivo fantasma, sólo para ser alcanzados por su propio torpedo, matando a todos a bordo. Por su parte, el agente Ethan Hunt, de la Fuerza de Misión imposible (FMI), viaja al desierto de Rub al-Jali, en la península arábiga, y recupera con éxito una pieza clave de la llave que posee Ilsa Faust, una agente desautorizada del MI6, y luego finge la muerte de ésta para asegurarse de que sobreviva a una recompensa otorgada por una fuente desconocida. 
De vuelta en Washington D. C., Hunt se infiltra en una reunión informativa de la Comunidad de Inteligencia de los Estados Unidos en la que participa el director de Inteligencia Nacional, Denlinger, y en la que se habla de la IA rebelde, a la que llaman "la Entidad" debido a su conciencia y el peligro que representa. El director de la CIA, Eugene Kittridge, afirma que la Entidad puede manipular el ciberespacio, permitiéndole controlar las redes financieras y de inteligencia de defensa global. Las potencias mundiales compiten para obtener la llave cruciforme para controlar la Entidad, aunque se desconocen los medios exactos para conseguir esto.
Ethan revela su presencia y conversa con Kittridge, quien le revela que él fue quien otorgó la recompensa sobre Ilsa. Hunt confiesa su intención de destruir la Entidad, sabiendo que sería considerado un rebelde y que lo perseguirían en todo el mundo. Ethan y sus compañeros del FMI, Benji Dunn y Luther Stickell, viajan al aeropuerto internacional de Abu Dabi para interceptar al poseedor de la otra pieza clave, mientras evaden a los agentes estadounidenses. Durante la persecución, Grace, una ladrona profesional, roba la pieza clave, mientras Luther y Benji desarman un dispositivo nuclear falso. 
Ethan sospecha que se ha cometido un crimen después de ver a Gabriel, un sádico enlace de la Entidad con vínculos con su pasado anterior al FMI. Al abortar la misión, el equipo se dispersa y Grace escapa a Roma. Grace es detenida a su llegada, pero Ethan la rescata de las autoridades locales, agentes estadounidenses y Paris, una agente de la Entidad. Grace escapa de nuevo, mientras Ethan se encuentra con Luther y Benji, e Ilsa se reúne con ellos. Con Benji y Luther brindándoles apoyo, Ethan e Ilsa siguen a Grace a Venecia, donde se infiltran en una fiesta organizada por la traficante de armas Alanna Mitsopolis.
En la fiesta se revela que Alanna contrató a Grace para robar la otra pieza clave y producir la llave completa, que se vendería a su comprador al día siguiente en el Orient Express. A través de la Entidad, Gabriel proclama que poseerá la llave completa al día siguiente y que Ilsa o Grace morirán. Ethan intenta, sin éxito, disuadir a Alanna de la venta, lo que permite que Gabriel y Grace escapen. Ethan persigue a Grace, pero la Entidad piratea sus comunicaciones y se hace pasar por Benji, lo que lo lleva a una pelea con Paris, a quien vence y le perdona la vida. Al mismo tiempo, Gabriel incapacita a Grace y mata a Ilsa, devastando a Ethan, quien jura vengarse. 
Grace acepta hacerse pasar por Alanna y quedarse con la llave durante la venta. Luther se va a un lugar fuera de la red para evitar interferencias de la Entidad y le pide a Ethan que no mate a Gabriel, ya que es el único que sabe lo que abre la llave completa. En el tren, Gabriel mata a la tripulación de la locomotora y destruye el acelerador y el freno. Con Paris, Gabriel conoce a Denlinger, quien divulga información que sólo él conoce en un intento de formar una alianza entre él y la Entidad.
Así se sabe que la Entidad fue originalmente un arma cibernética avanzada desarrollada por Estados Unidos. La clave completa abre una cámara dentro del Sebastopol que contiene el código fuente de la Entidad, lo que permite destruirla o controlarla. Posteriormente, Gabriel mata a Denlinger e intenta matar a Paris, ya que la Entidad determinó que ella los traicionaría después de que Ethan le perdonara la vida. Haciéndose pasar por Alanna, Grace le lleva la llave a Kittridge en el tren, que se revela como el comprador, y negocia una venta de 100 millones de dólares junto con protección para ella, pero le roba la llave a Kittridge después de cancelar la transferencia. Ethan se lanza en paracaídas desde una montaña en moto, llega al techo del tren para salvar a Grace, pero Gabriel adquiere la llave. Ethan y Gabriel pelean encima del tren, pero Gabriel escapa y detona un puente más adelante. Grace y Ethan separan la locomotora del resto del tren, salvando a los pasajeros.
Paris rescata a ambos de la caída y logra contarle a Ethan sobre la conexión de la llave con el Sebastopol antes de perder el conocimiento. Grace informa a Kittridge de su deseo de unirse al FMI. Ethan huye de los restos del tren en parapente con la llave completa, que le quitó a Gabriel durante la pelea, y se reúne con Benji para continuar la misión de encontrar el Sebastopol y destruir la Entidad.

## Reparto
| Intérprete        | Personaje                       |
| ----------------- | ------------------------------- |
| Tom Cruise        | Ethan Hunt                      |
| Hayley Atwell     | Grace                           |
| Simon Pegg        | Benji Dunn                      |
| Rebecca Ferguson  | Ilsa Faust                      |
| Ving Rhames       | Luther Stickell                 |
| Esai Morales      | Gabriel                         |
| Henry Czerny      | Eugene Kittridge                |
| Vanessa Kirby     | Alanna Mitsopolis / White Widow |
| Pom Klementieff   | Paris                           |
| Shea Whigham      | Jasper Briggs                   |
| Greg Tarzan Davis | Degas                           |
| Mariela Garriga   | Marie                           |
| Frederick Schmidt | Zola Mitsopolis                 |

Además, Rob Delaney, Indira Varma, Charles Parnell, Cary Elwes, Mark Gatiss y Lampros Kalfuntzos aparecen como los jefes de las agencias de inteligencia de Estados Unidos, en representación de NRO, JSOC, DIA y NSA, respectivamente. Por su parte, el actor polaco Marcin Dorociński aparece como el capitán y Ivan Ivashkin como segundo al mando del submarino Sebastopol.

## Producción

### Anuncio y selección del reparto
El 14 de enero de 2019, Cruise anunció inicialmente que las películas séptima y octava de Misión: Imposible se rodarían de manera consecutiva, con McQuarrie escribiendo y dirigiendo ambas, con un estreno estimado para el 23 de julio de 2021 y el 5 de agosto de 2022, respectivamente. Sin embargo, en febrero de 2021, Deadline Hollywood reveló que Paramount había decidido no seguir adelante con ese plan.
En febrero de 2019, Ferguson confirmó su regreso para la séptima entrega. En septiembre de 2019, McQuarrie anunció en su perfil de Instagram que Hayley Atwell se había unido al elenco. En septiembre de 2019, Pom Klementieff se unió al elenco de la séptima y la octava película. En diciembre de 2019, Simon Pegg confirmó su regreso para la película, con Shea Whigham sumándose al elenco para ambas películas. Nicholas Hoult fue elegido para un papel en enero de 2020, junto con la incorporación de Henry Czerny, repitiendo su papel de Eugene Kittridge por primera vez desde la película de 1996. Vanessa Kirby también anunció que regresaría para ambas películas. En mayo de 2020, se informó que Esai Morales reemplazaría a Hoult como el villano en ambas películas debido a conflictos de programación en la agenda de Hoult. En marzo de 2021, McQuarrie reveló en su Instagram que Rob Delaney, Charles Parnell, Indira Varma, Mark Gatiss y Cary Elwes se habían unido al elenco. Ese mismo día se confirmó que el actor Greg Tarzan Davis también se había unido al elenco. 

### Filmación y COVID-19
Bajo el título provisional Libra, el rodaje estaba programado para empezar el 20 de febrero de 2020 en Venecia, con una duración estimada de tres semanas antes de mudarse a Roma a mediados de marzo durante 40 días. Pero debido a la pandemia de COVID-19 en Italia, la producción en el país se detuvo. El 6 de julio de 2020, después de otra pausa, el equipo de filmación llegó al Reino Unido y recibió permisos para comenzar a filmar sin pasar por la cuarentena obligatoria de 14 días. El set estuvo ubicado en los Warner Bros. Studios de Leavesden, en Hertfordshire. La película recibió una dispensación especial para reanudar la filmación en el Reino Unido que no requería una cuarentena de dos semanas.
Al mes siguiente, se otorgó un permiso similar para filmar en Møre og Romsdal, Noruega. Ese mismo mes, se produjo un gran incendio en una plataforma de acrobacias de motocicletas en Oxfordshire. La escena había tardado seis semanas en prepararse y estaba "entre una de las más caras jamás filmadas en el Reino Unido". Nadie resultó herido en el incidente. 
La filmación comenzó el 6 de septiembre de 2020, cuando McQuarrie comenzó a publicar imágenes de los sets en su perfil de Instagram. En octubre de 2020, en Noruega, se filmó en Preikestolen, incluidos los municipios de Stranda y Rauma, con Cruise siendo visto filmando una escena de acción con Esai Morales encima un tren. Christopher McQuarrie dijo: "La escala y la belleza de Noruega han dejado una definitoria impronta en nuestra película y nos recordó que todo es posible". El 26 de octubre de 2020, la producción se detuvo en Italia después de que 12 personas dieron positivo por COVID-19 en el set. La filmación se reanudó una semana después. 
En diciembre de 2020, durante el rodaje en Londres, se lanzó en línea una grabación de audio de Cruise gritando a dos miembros del equipo de producción por romper los protocolos COVID-19 en el set. Tom Cruise supuestamente regañó a los miembros del equipo de Misión: Imposible 7 por violar las medidas de distanciamiento social. Otros lo tomaron de manera más negativa, con Leah Remini llamándolo un "dictador abusivo", culpando a la cienciología y sugiriendo que la perorata se había sentido escenificada. La ex ciencióloga Leah Remini dijo que la diatriba "psicótica" de Tom Cruise sobre el COVID-19 fue un truco publicitario.
El 28 de diciembre de 2020, Variety informó que la película concluiría su fotografía principal en los Longcross Film Studios, en el Reino Unido, con un cambio de producción desde Leavesden. Longcross, que se encuentra en Surrey, en el sureste de Inglaterra, se encontraba dentro del Nivel 4, aunque permitió que la producción continuara bajo estrictos protocolos de COVID-19. En febrero de 2021, el rodaje concluyó en Oriente Medio y el equipo volvió a Londres para dar algunos "toques finales".
El rodaje del paracaídas y la secuencia de vuelo veloz tuvo lugar en el Lake District sobre el valle de Buttermere en el verano de 2021 y 2022. Las cataratas de High Crag y Robinson se utilizaron como puntos de lanzamiento para filmar las escenas del paracaídas. La orilla del lago Buttermere en Crag Wood también se utilizó para la escena del aterrizaje al final de la película.
El 20 de abril de 2021, el rodaje comenzó en el pequeño pueblo de Levisham, en Yorkshire del Norte, para una secuencia ambientada en los Alpes en Suiza con un tren que viaja a 60 millas por hora a través de un puente que estalla, como una referencia a la escena culminante del choque de tren en la película muda de 1926 El maquinista de La General. En agosto de 2021, el rodaje comenzó en Birmingham en la Gran Estación Central de la ciudad, con Cruise y Atwell siendo vistos por los espectadores. En septiembre de 2021, el conductor de la película, Martin Smith, confirmó en Instagram que el rodaje había terminado oficialmente.
Otros lugares de rodaje de la película incluyeron una terminal aún en construcción en el aeropuerto de Abu Dabiy varios sitios en las ciudades italianas de Roma (incluida la persecución en automóvil de 20 minutos de duración) y Venecia.

### Controversia del puente polaco

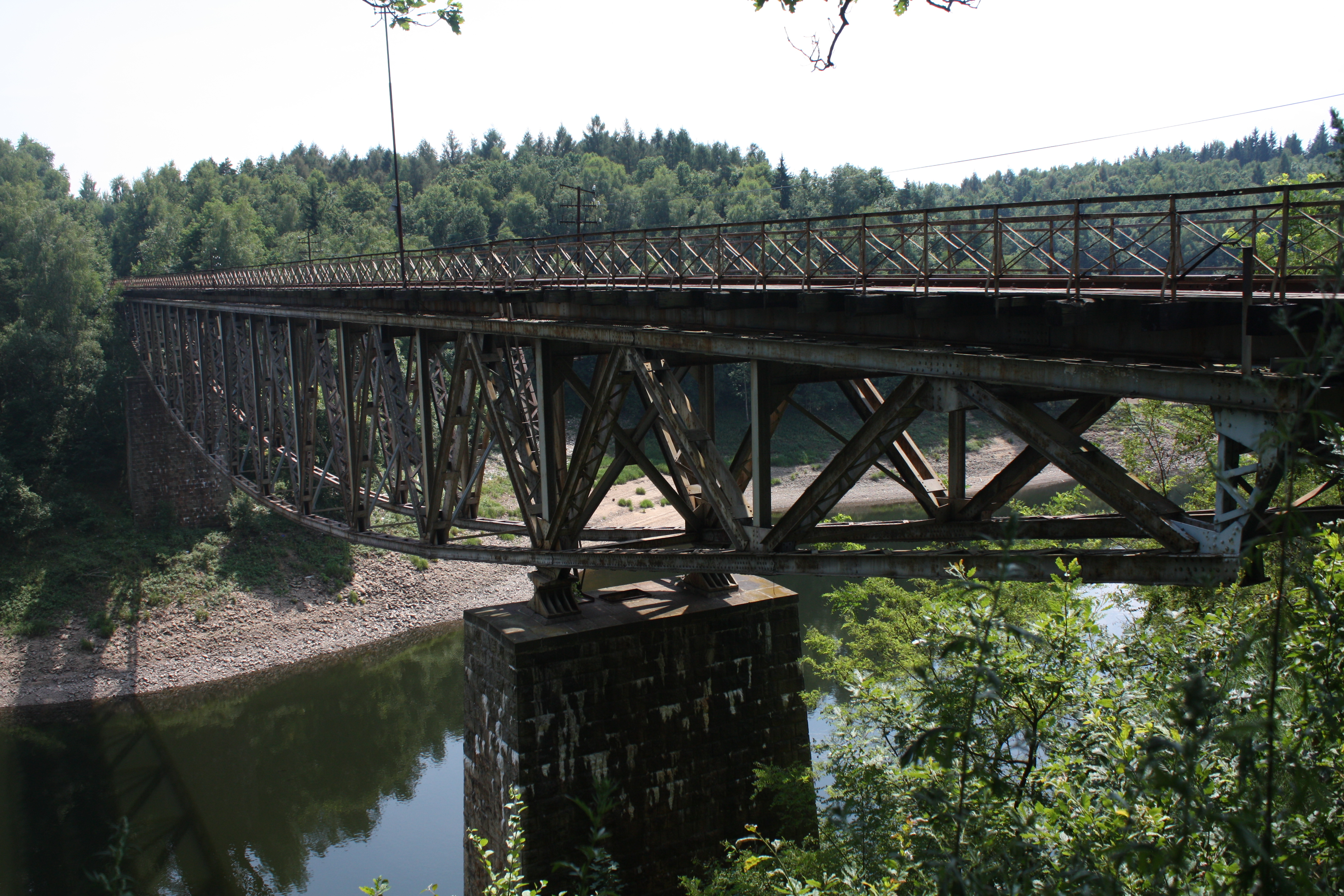
El puente ferroviario de 1908 sobre el lago Pilchowice, en el sur de Polonia.

A finales de 2019, durante la preproducción de la película, un concepto aproximado de una secuencia ambientada en los Alpes en Suiza incluía un tren que iba a 96 km por hora a través de un puente que explota. El gobierno suizo se negó a autorizar cualquier explosión, por lo tanto, el equipo de producción de Skydance se embarcó en una exploración de ubicaciones en diferentes países para encontrar un puente ferroviario no deseado. Entre las personas a las que se les pidió ayuda para organizar un "accidente de tren a gran escala" estaba el productor de cine estadounidense de origen polaco Andrew Eksner. En noviembre de 2019, los ferrocarriles estatales polacos propusieron a Eksner utilizar un puente de 151 metros de largo sobre el lago Pilchowice, en el Valle de Jelenia Góra, en Baja Silesia. En diciembre de 2019, los productores de Paramount Pictures, incluido McQuarrie, aterrizaron en el sur de Polonia, acompañados en profundo secreto por oficiales de la tropas de ingeniería de las Fuerzas Armadas de Polonia. McQuarrie documentó la visita en su perfil de Instagram.
Inaugurado oficialmente en 1912 por  Guillermo II, el puente propuesto sobrevivió a la Segunda Guerra Mundial en su mayor parte intacto, y fue utilizado por trenes hasta 2016, cuando la línea se cerró temporalmente debido al mal estado de las vías. A pesar de elogiar públicamente el puente como "extremadamente valioso", un experto encargado de realizar un informe afirmó que en lugar de renovar sería mejor demoler el puente antes de construir uno nuevo. En marzo de 2020, después de que Eksner rechazara difundir la información, las autoridades locales y los funcionarios del museo quedaron consternados por la intención de los productores de destruir físicamente el puente. en lugar de usar efectos de CGI. Los cineastas y las autoridades dijeron que el puente estaba devastado y estaba destinado a ser demolido de todos modos.
En julio de 2020, los entusiastas de la historia y los ferrocarriles protestaron, al igual que algunos científicos, cineastas y la oficina regional de patrimonio de monumentos, junto con miembros del parlamento polaco y el Comité Internacional para la Conservación del Patrimonio Industrial. Activistas y ONGs lanzaron una petición contra la destrucción del puente. Debido a su historia a nivel provincial, y por estar agregado al Registro de objetos del patrimonio cultural nacional de Polonia, el Ministerio de Cultura y Patrimonio Nacional confirmó que impulsaban la idea de que el puente apareciera en la película, y que sólo una "pequeña sección" sería demolida en abril de 2021, antes de revitalizar la línea local de tren histórico. Tras la reacción, el Conservador General de Monumentos aseguró que de ninguna manera se trataba de destruir el puente.
En agosto de 2020, cuando la historia se volvió internacional, McQuarrie dijo que nunca hubo un plan para volar el puente, y que solo las partes inseguras y parcialmente dañadas podrían haber sido destruidas, que debían reconstruirse, concluyendo: "Para abrir la zona al turismo, era necesario ir al puente". Más tarde agregó que "no se pretendía faltar al respeto". La productora no se comprometió a cubrir los costos de construcción de un nuevo puente potencial, ni la renovación del histórico. El 18 de agosto de 2020, los procedimientos de registro del patrimonio cultural del puente del lago Pilchowice se finalizaron, evitando efectivamente cualquier daño. Aun así, los ferrocarriles estatales polacos ofrecieron un puente alternativo para volar: un puente ferroviario de 1910 de 245 metros de largo en desuso sobre Warta, en el centro-oeste de Polonia. En agosto de 2020, estaba en marcha la búsqueda de otro puente.

### Música
A principios de mayo de 2020, se confirmó que el compositor Lorne Balfe volvería a componer una partitura para la séptima y octava película de Misión: Imposible, después de haber realizado la música de la sexta película.
Lista de canciones

Todas las canciones escritas y compuestas por Lorne Balfe. 
| N.º | Título                          | Duración |  |
| 1.  | «The Sevastopol»                |          |  |
| 2.  | «The Phantom»                   |          |  |
| 3.  | «Collision Alarm»               |          |  |
| 4.  | «A Ghost in the Machine»        |          |  |
| 5.  | «The Sum of Our Choices»        |          |  |
| 6.  | «Dead Reckoning Opening Titles» |          |  |
| 7.  | «The Entity»                    |          |  |
| 8.  | «Your Mission…»                 |          |  |
| 9.  | «This Is Not a Drill»           |          |  |
| 10. | «The Plot Thickens»             |          |  |
| 11. | «You Are Dunn»                  |          |  |
| 12. | «Get Out Now»                   |          |  |
| 13. | «A Colourful Past»              |          |  |
| 14. | «Rush Hour in Rome»             |          |  |
| 15. | «Roman Getaway»                 |          |  |
| 16. | «You’re Driving»                |          |  |
| 17. | «Hit It»                        |          |  |
| 18. | «He Calls Himself Gabriel»      |          |  |
| 19. | «A Most Probable Next»          |          |  |
| 20. | «Run As Far As You Can»         |          |  |
| 21. | «You Are Done»                  |          |  |
| 22. | «Chasing Grace»                 |          |  |
| 23. | «I Was Hoping It’d Be You»      |          |  |
| 24. | «Ponte Dei Conzafelzi»          |          |  |
| 25. | «To Be a Ghost»                 |          |  |
| 26. | «What Is Your Objective»        |          |  |
| 27. | «Murder and The Orient Express» |          |  |
| 28. | «Mask of Lies»                  |          |  |
| 29. | «I Missed the Train»            |          |  |
| 30. | «Key Details»                   |          |  |
| 31. | «The Moment of Truth»           |          |  |
| 32. | «Should You Choose to Accept»   |          |  |
| 33. | «Leap of Faith»                 |          |  |
| 34. | «Consequences»                  |          |  |
| 35. | «You Stop the Train»            |          |  |
| 36. | «Chaos on the Line»             |          |  |
| 37. | «Countdown»                     |          |  |
| 38. | «This Was the Plan»             |          |  |
| 39. | «Curtain Call»                  |          |  |

## Estreno

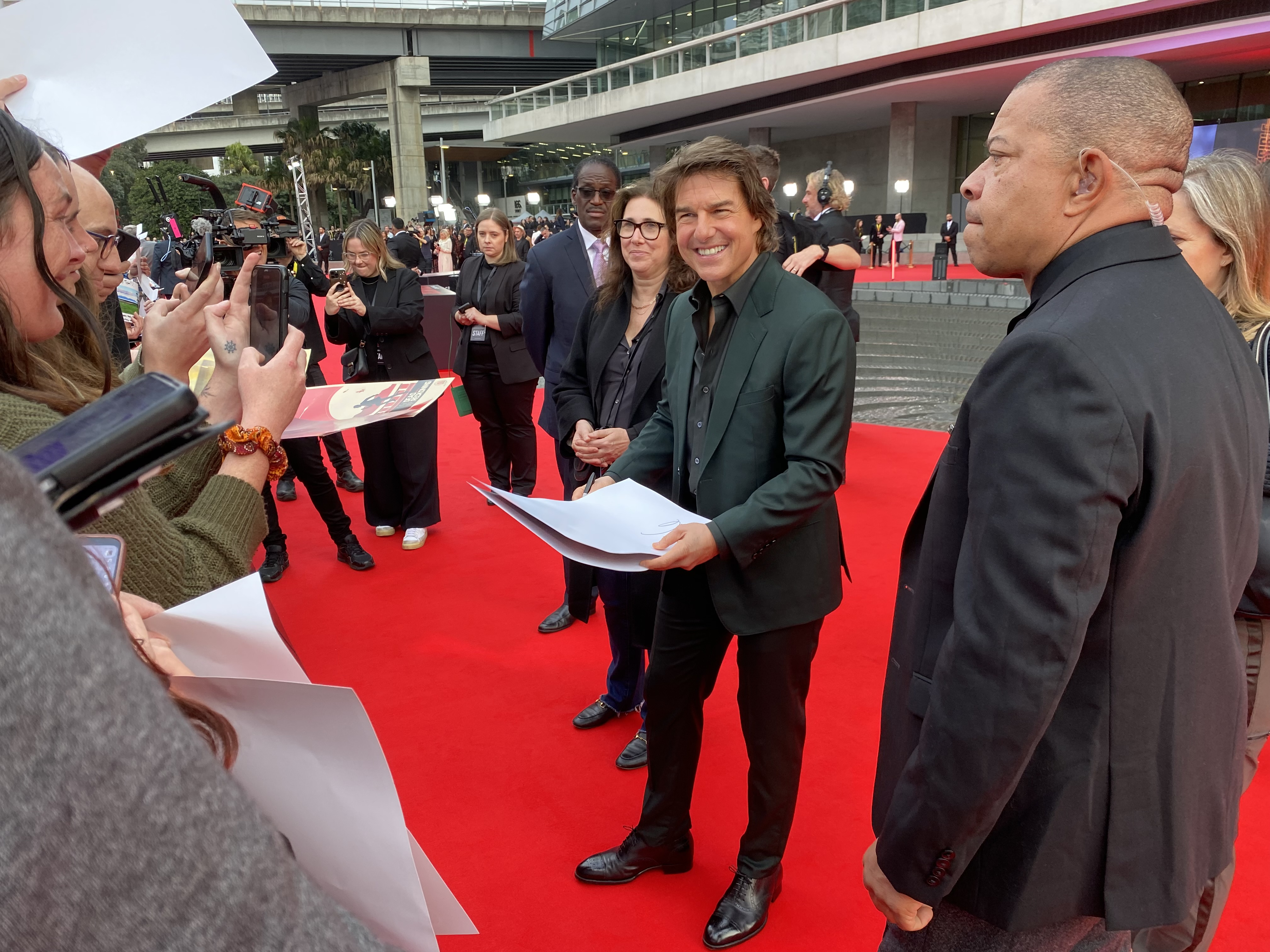
Tom Cruise en el estreno de la película en Sídney

Misión imposible: sentencia mortal tuvo su estreno mundial en la Escalinata de la plaza de España, en Roma, el 19 de junio de 2023, y fue estrenada en los Estados Unidos el 12 de julio del mismo año a través de Paramount Pictures. Originalmente, su lanzamiento estaba programado para el 23 de julio de 2021, pero se retrasó debido a la pandemia de COVID-19. La película estuvo disponible para su transmisión en Paramount+ en algunas regiones 45 días después de su debut en cines. Se estrenó en Sídney, Australia, el 3 de julio de 2023, y se estrenó en los cines australianos de todo el país el siguiente 8 de julio.

### Taquilla y cambio de título
Si bien la séptima entrega de la serie de películas recibió una excelente audiencia y buenas críticas tras su estreno en cines, la película fue, no obstante, una decepción de taquilla. La película se convirtió en la película de Misión: Imposible de menor recaudación en más de quince años, desde la entrega de 2006 Misión: Imposible III, lo que en su momento puso a la franquicia en hibernación durante más de cinco años, hasta el lanzamiento de la entrega de 2011 Misión imposible: protocolo fantasma. El relativo fracaso de taquilla se vio amplificado por el hecho de que la película aparentemente está interconectada con la próxima octava entrega, que inicialmente se tituló Misión imposible: sentencia mortal - parte dos, como una secuela directa de la Parte uno. El decepcionante desempeño de taquilla llevó a un cambio de título para la película, que debutó en el servicio de transmisión Paramount+ como Misión imposible: sentencia mortal, menos el subtítulo de Parte 1. La próxima octava entrega se titula provisionalmente Misión imposible 8.

### Medios domésticos
La película se lanzó para su descarga digital el 10 de octubre de 2023. Las versiones Ultra HD Blu-ray, Blu-ray y DVD se lanzaron el 31 de octubre de 2023.

## Secuela
Está previsto que se lance una secuela directa el 23 de mayo de 2025, después de haber sido retrasada por la huelga SAG-AFTRA de 2023. Inicialmente se anunció que ambas películas serían una despedida para el personaje de Ethan Hunt. En junio de 2023, McQuarrie le dijo a Fandango que la primera y segunda parte probablemente no pondrían fin a la serie y que estaban desarrollando ideas para futuras entregas. En julio de 2023, durante la promoción de la Parte 1, Cruise expresó interés en continuar haciendo más películas de la serie como Hunt. Originalmente subtitulada como Sentencia mortal - Parte 2, el subtítulo se eliminó en octubre de 2023. Si bien el cambio de título puede parecer intrascendente, podría tener un efecto revitalizante en la envejecida franquicia. Al eliminar la conexión titular directa entre la séptima y la octava entrega, la franquicia ha recibido el poder de ir más allá de la controversia del título y posiblemente reinventarse por completo.